# Janti (Waru)
Janti is een bestuurslaag in het regentschap Sidoarjo van de provincie Oost-Java, Indonesië. Janti telt 6519 inwoners (volkstelling 2010).